# Frugières-le-Pin
Frugières-le-Pin är en kommun i departementet Haute-Loire i regionen Auvergne-Rhône-Alpes i centrala Frankrike. Kommunen ligger i kantonen Paulhaguet som tillhör arrondissementet Brioude. År 2022 hade Frugières-le-Pin 182 invånare.

## Befolkningsutveckling
Antalet invånare i kommunen Frugières-le-Pin
| Referens: INSEE |